# Limonada de vino
La limonada, limonada de vino, limoná o limonada de Semana Santa es una bebida tradicional española elaborada a partir de vino, limones, azúcar y canela (a veces, fruta, pasas o higos). Se sirve en Semana Santa, aunque antiguamente se bebía en cualquier acontecimiento festivo.
El origen de la limonada de vino está en el reino de León, donde se utiliza la expresión «matar judíos», que significa tomarse limonadas, y con el tiempo se extendió a Castilla, donde también es una bebida tradicional. Se encuentra muy arraigada en otras provincias como Ávila, Burgos (Ribera del Duero), Segovia, Soria, Madrid, Guadalajara, Toledo y Ciudad Real.

## Historia

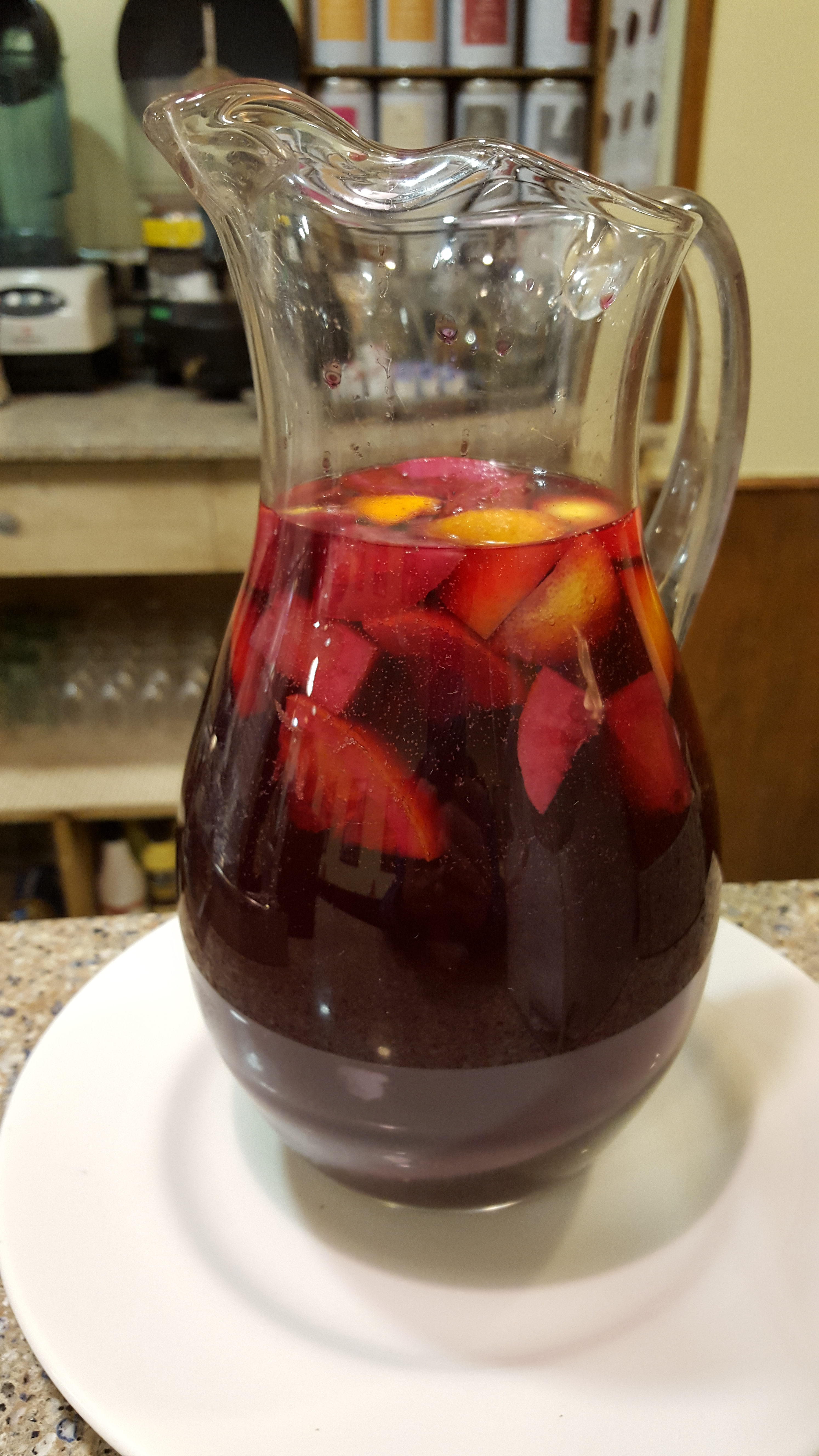
Jarra de limonada en Semana Santa

El origen de esta receta no está muy claro ya que no es algo que esté documentado sino que es un dicho que ha ido de boca en boca a través de los años y del que existen varias interpretaciones.
Algunas teorías establecen su origen en la ciudad de León, fruto de disputas entre cristianos y judíos. Dichos populares comentan que durante la celebración de la Pascua en la Edad Media, los cristianos solían bajar al Barrio Húmedo (a la Judería), porque consideraban que los judíos eran los responsables de la muerte de Cristo e iban en busca de venganza (de ahí la expresión «matar judíos»). Como estaba prohibido el consumo de bebidas alcohólicas durante esos días, las autoridades, para intentar frenar estos ataques, permitían que en las tabernas cercanas se vendiera una bebida alcohólica rebajada (vino tinto rebajado con agua, limón y azúcar), para que así con la borrachera se desistiera de esos ataques. En Ponferrada, la leyenda cuenta que durante la Semana Santa los judíos bajaban a bañarse al río Sil cuando un grupo de cristianos les dio muerte tiñendo el agua del Sil del color de la limonada.
Según otros dichos populares, tal expresión procede del siglo XIV cuando el rey de Navarra Felipe IV decreta en 1306 la primera expulsión de los judíos, y la expresión «Limonada que trasiego, judío que pulverizo» evolucionaría hasta la referida expresión.
Sin embargo resulta difícil atribuir un origen geográfico a la misma, al tratarse de una bebida muy extendida en otras provincias como Ávila, Segovia, Soria, Madrid, Guadalajara, Toledo o Ciudad Real. El origen sin duda hay que establecerlo en el medievo, cuando durante la celebración de la Pascua, la única bebida permitida era el vino tinto rebajado con limonada.

## Composición
La limonada se compone de vino, fruta, azúcar y canela. El tiempo de reposo, que en un sitio fresco es de 3 días mínimo removiendo cada 24 horas, varía según la receta, llegando hasta los 8 días.